# Touline
Un lance-amarres, également appelé touline, est tout d'abord un cordage fin à l'extrémité duquel est fixé un nœud en forme de boule qu'on appelle une pomme de touline. Le mot touline viendrait d'une déformation du mot anglais towline (littéralement, « ligne de remorquage »). Le lance-amarres jeté à la main sert de messager pour faire passer une amarre du navire au quai ou à un autre navire.
Le nœud généralement utilisé pour confectionner une pomme de touline est le nœud de poing de singe
On rencontre également l'appareil ou fusil lance-amarres, qui est un engin capable, à l'aide d'une charge propulsive, de déplacer un fin cordage d'un navire vers un autre navire, ou d'un navire vers la terre, ce sur une distance de plusieurs centaines de mètres (200 m en moyenne).
Ce cordage, une fois passé, est également utilisé comme messager pour transférer un autre cordage de plus gros diamètre, puis finalement une aussière ou une remorque (aussière de fort diamètre spécialement conçue pour le remorquage des navires).
La ligne est lovée de manière à faciliter son déroulement sans que des nœuds se forment lors du déploiement.

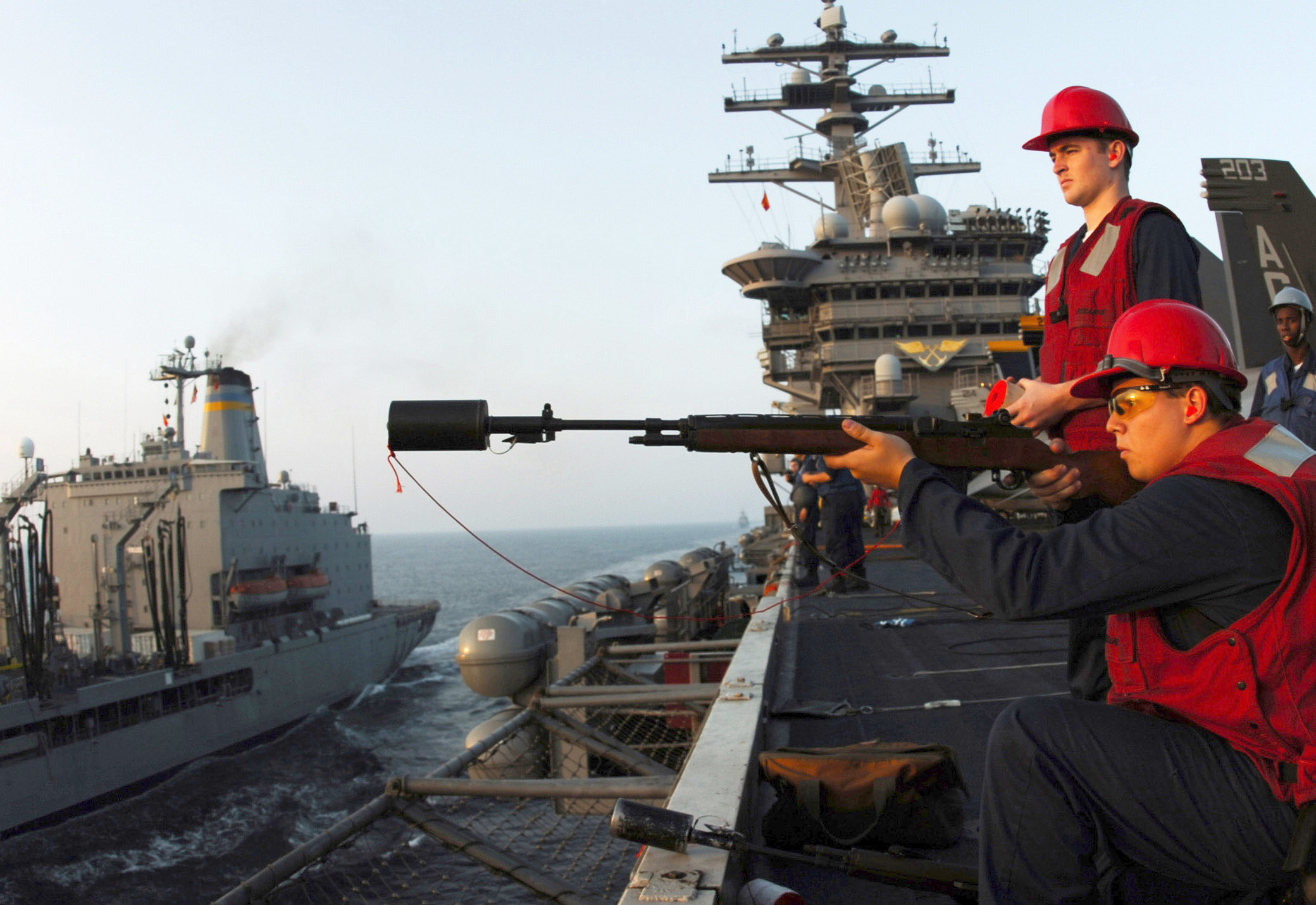
Fusil lance-amarres
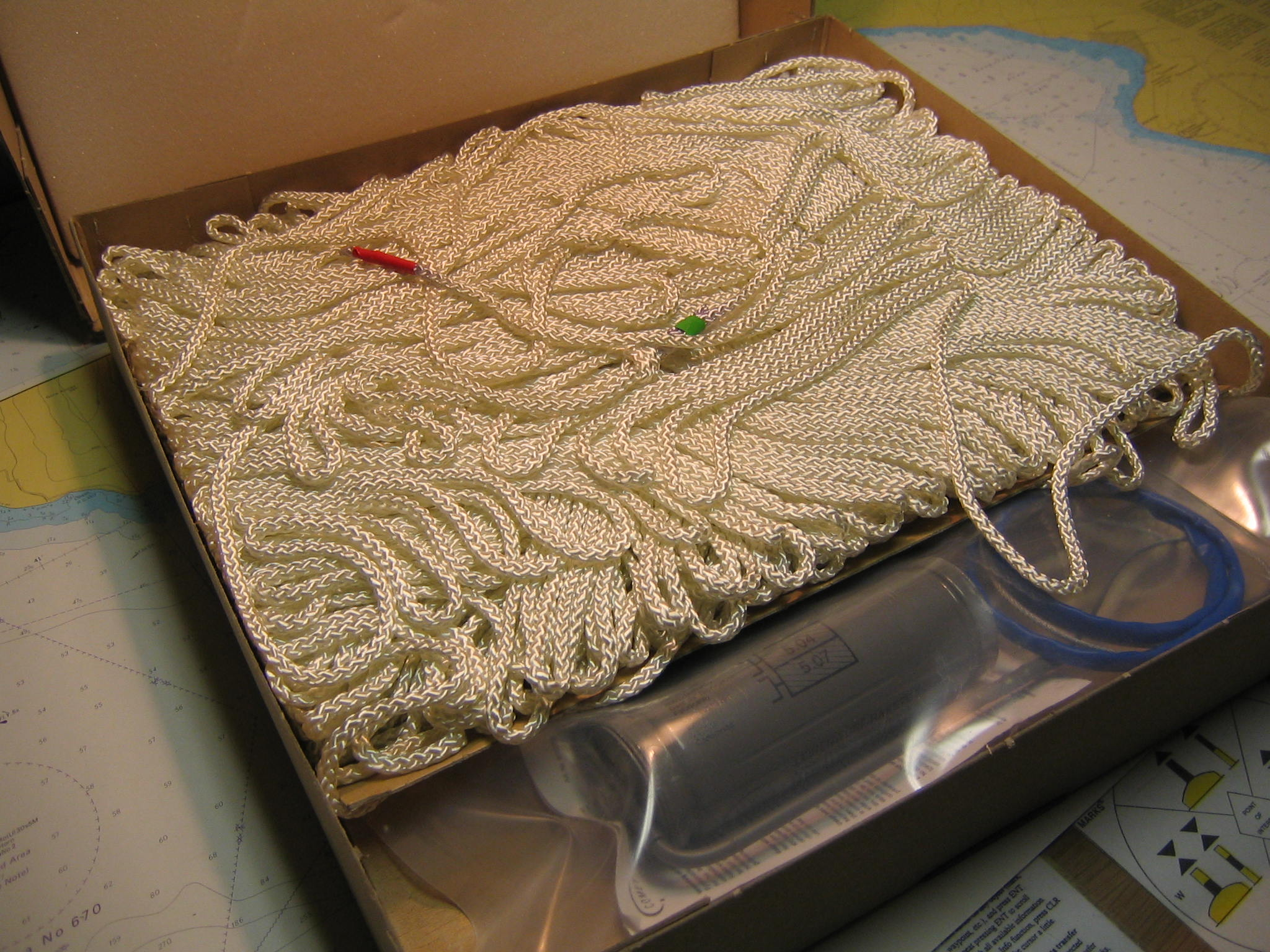
Ligne de 250 m pour fusil lance-amarres
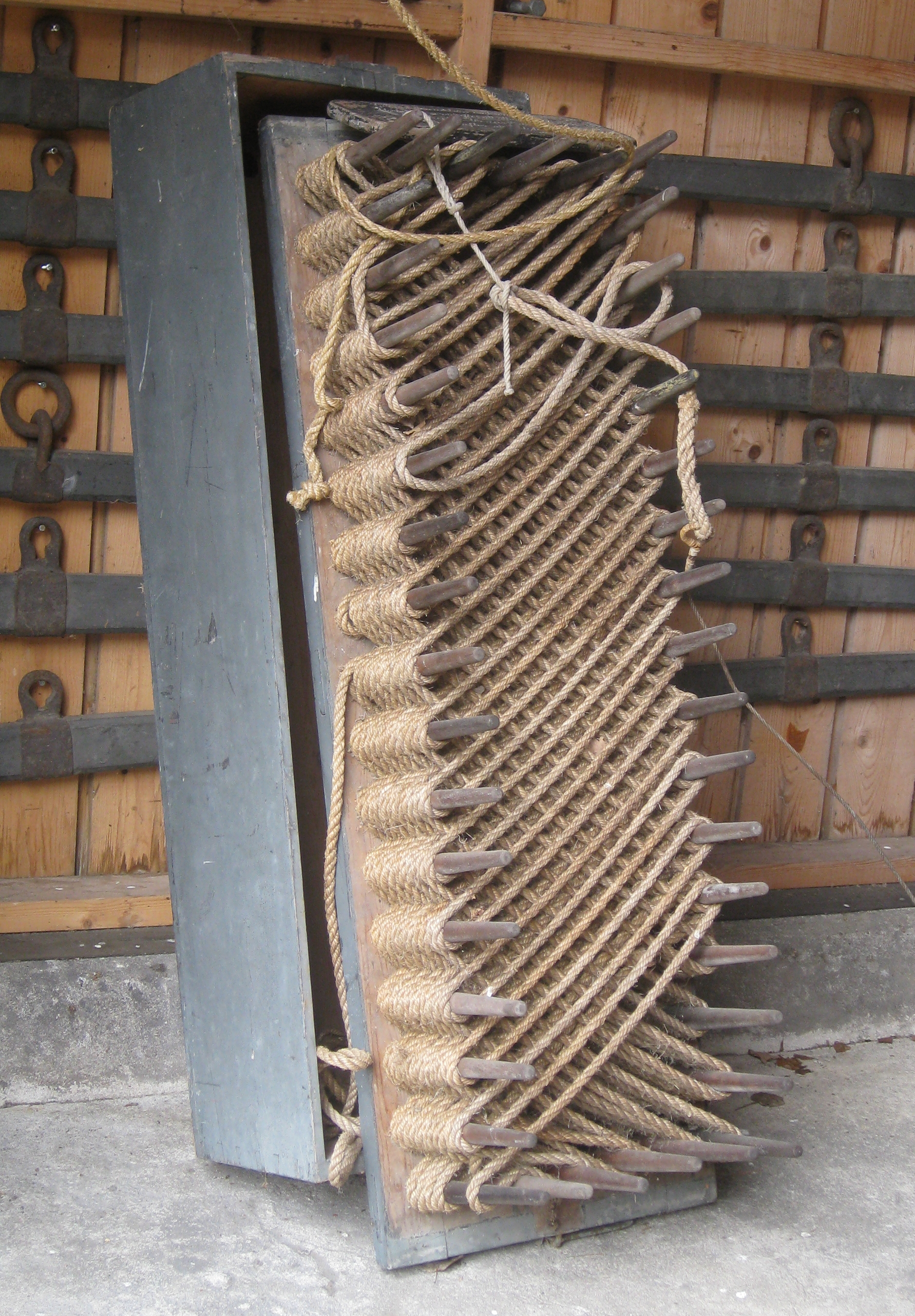
Ancien modèle en bois pour lover les lignes de lance-amarres
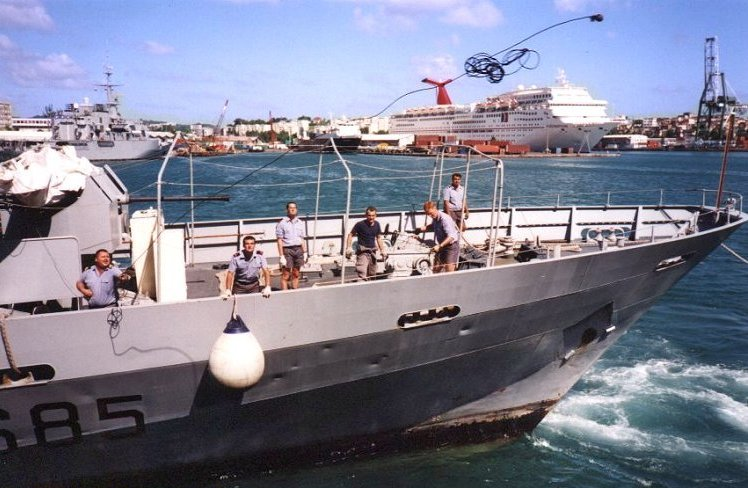
Lance-amarres manuel à courte distance

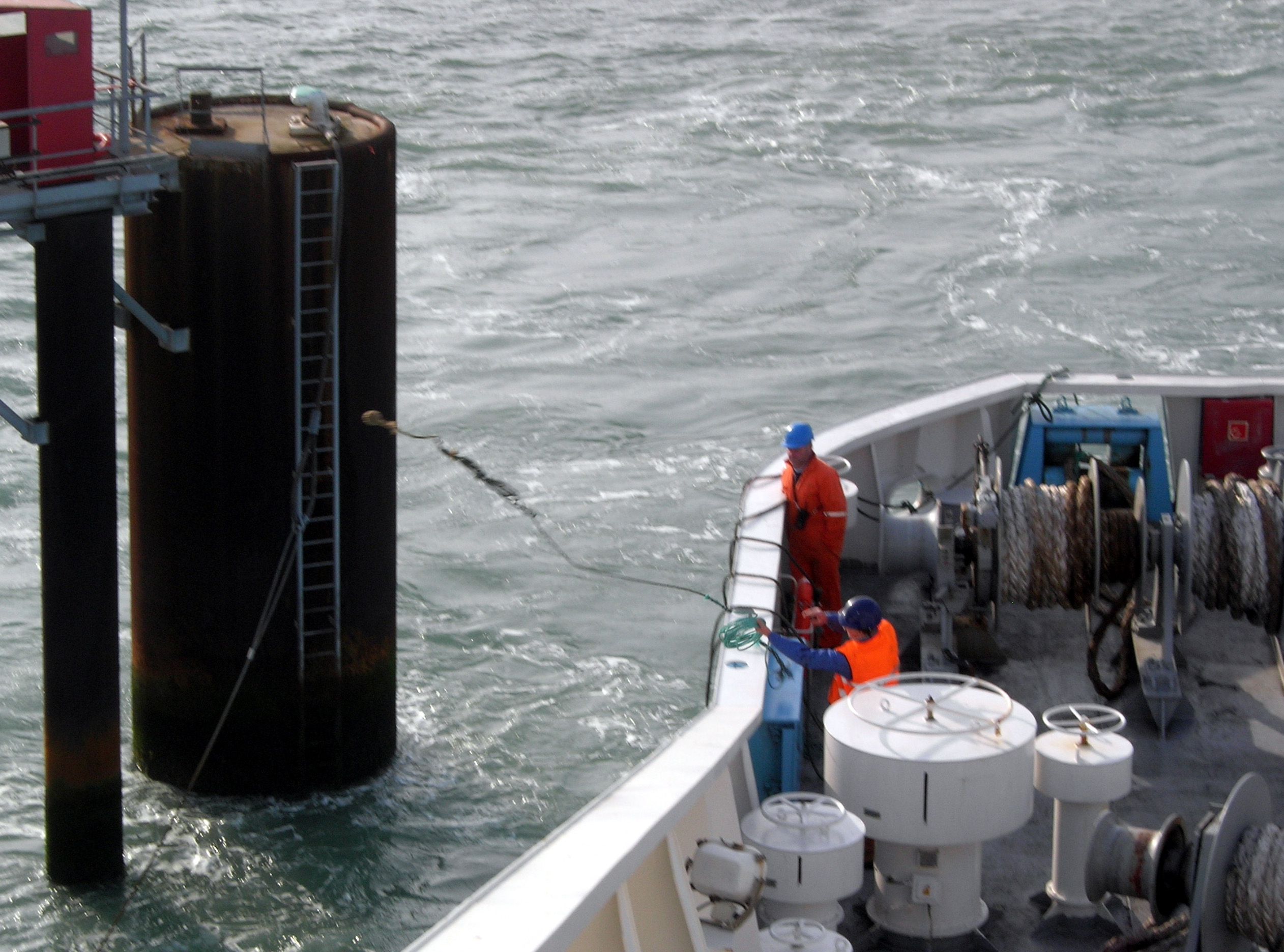
L'homme d'équipage lance la touline.
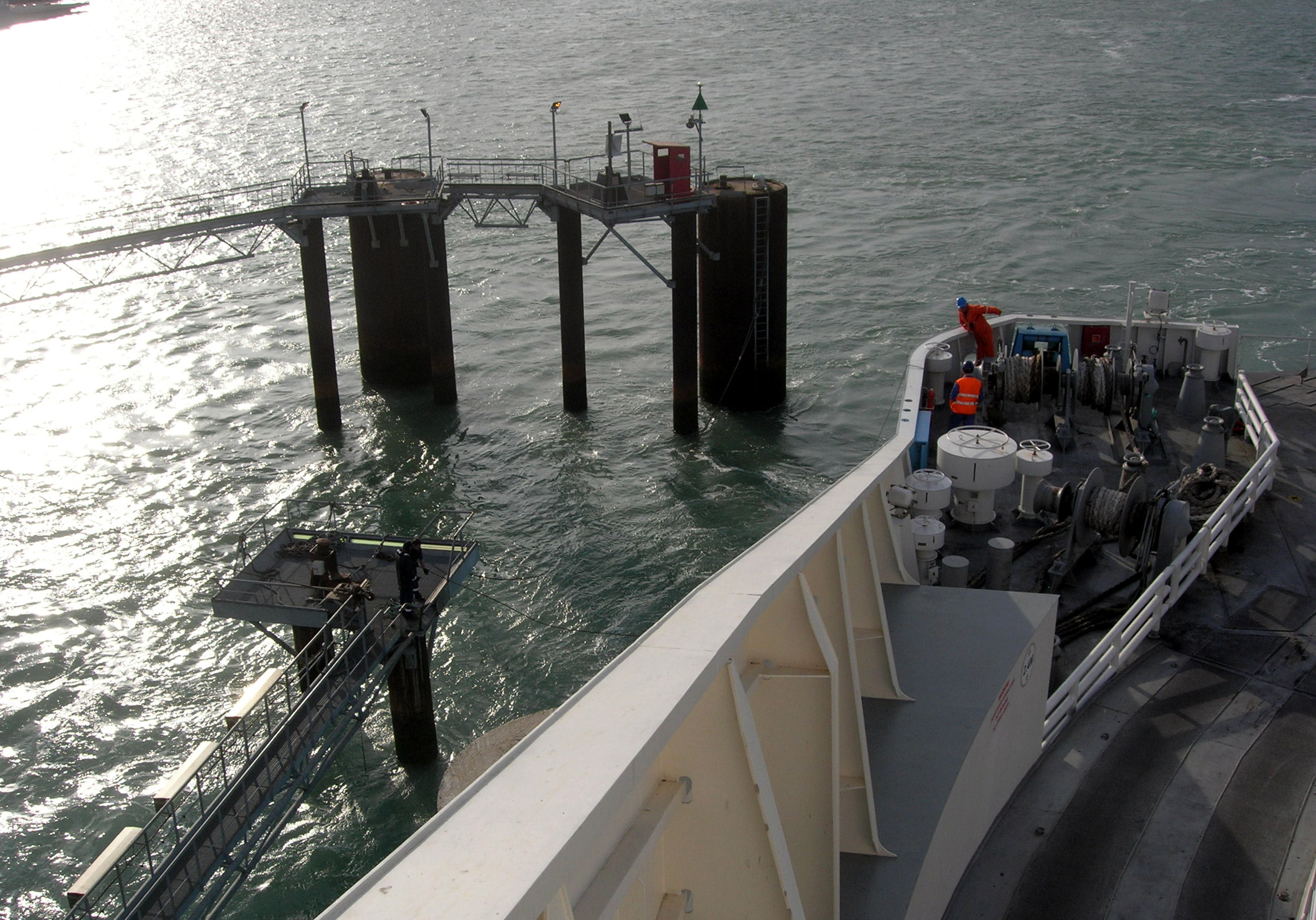
Le lamaneur attrape la touline.
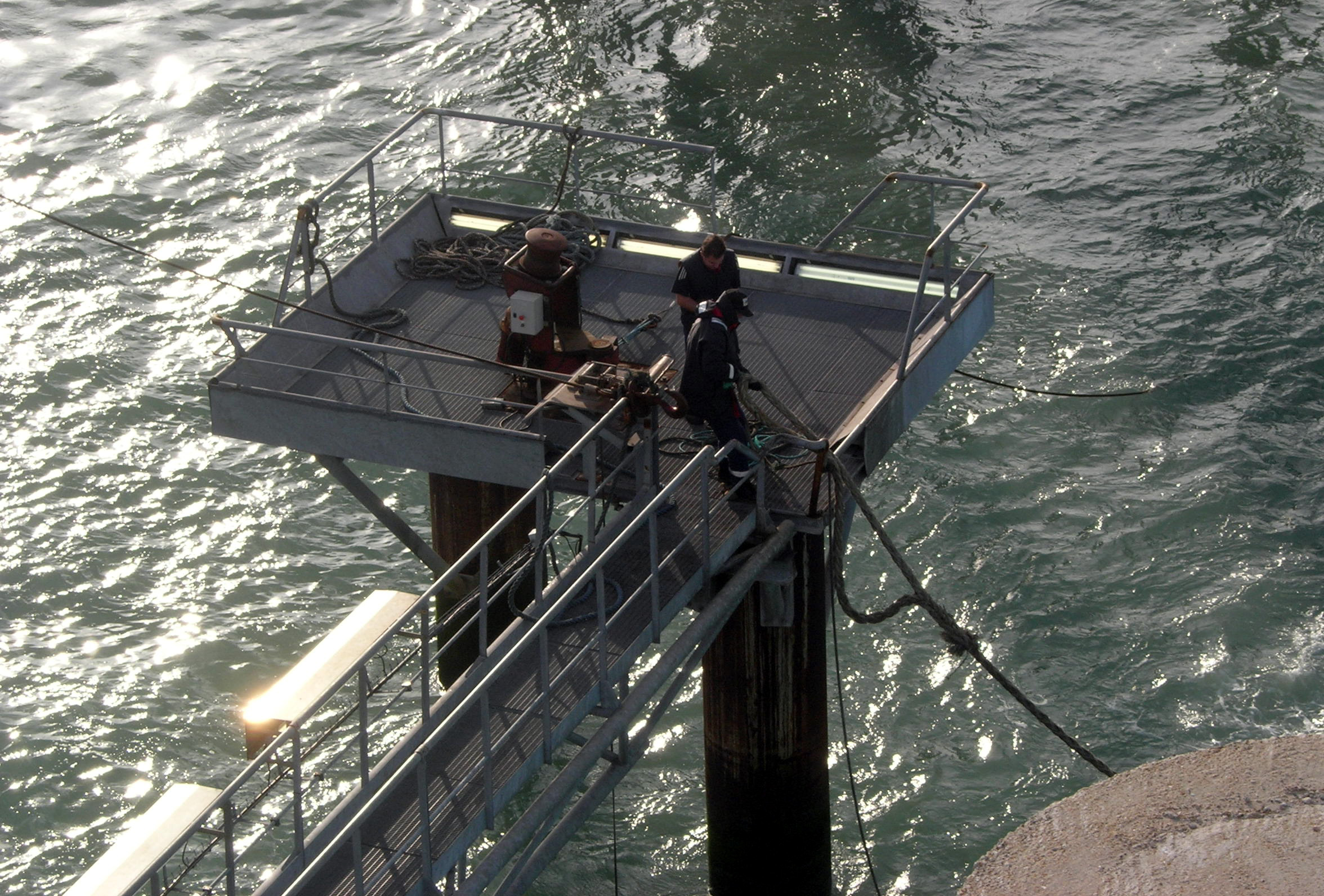
Le lamaneur embraque l'aussière et la capèle.

Manœuvre à l'arrivée au port de Dunkerque